# Монтефорте Ирпино
Монтефо̀рте Ирпѝно (на италиански: Monteforte Irpino) е град и община в Южна Италия, провинция Авелино, регион Кампания. Разположен е на 502 m надморска височина. Населението на общината е 10 415 души (към 2010 г.).